# Ernie Els
Theodore Ernest Els, detto Ernie, (Johannesburg, 17 ottobre 1969), è un golfista sudafricano.

## Biografia
Uno dei migliori giocatori del circuito professionistico a partire dalla metà degli anni novanta, è soprannominato The Big Easy per la sua statura imponente (è alto m. 1.90) e per il suo modo di colpire la pallina fluido e apparentemente senza sforzo. Si è imposto per quattro volte in uno dei tornei Major del circuito vincendo due volte gli U.S. Open, nel 1994 e 1997 e due il British Open, nel 2002 e nel 2012. Nel 2003 e 2004 ha vinto l'Ordine di Merito del PGA European Tour, mentre nel 2011 è stato introdotto nella World Golf Hall of Fame.